# エルサ・メデイロス
エルサ・カンサンサォン・メデイロス（Elza Cansanção Medeiros、1921年10月21日 – 2009年12月8日）は、ブラジルの軍人。階級は少佐で、ブラジルの女性軍人の中では最も高い階級についていた。第二次世界大戦にはブラジル遠征軍に衛生隊のチーフナースとして同行しイタリアへと向かった。
2009年12月8日、リオデジャネイロ市にて死去。